# Nogometni kup FBiH 2022./23.
Nogometni kup FBiH 2022./23. je kao i nekoliko prethodnih sezona izlučno natjecanje za popunu Nogometnog kupa Bosne i Hercegovine.

## Sudionici
U sezoni 2022./23. u Kupu FBiH sudjeluju 32 kluba:
- 16 najuspješnijih klubova iz kupova županijskih nogometnih saveza (klubovi općinske, županijske lige i Druge lige FBiH),
  - NK Dinamo, Donja Mahala
  - NK Napredak, Matići
  - FK Borac, Jelah
  - NK Čelik, Zenica
  - HNK Rama, Prozor-Rama
  - HNK Brotnjo, Čitluk
  - FK Gornji Rahić, Gornji Rahić
  - FK Rainci, Rainci Gornji
  - FK Famos, Hrasnica
  - FK Baton, Sarajevo
  - FK Rudar, Han Bila
  - FK Fojnica, Fojnica
  - NK Rudar Kamengrad, Donji Kamengrad
  - NK Kolina, Ustikolina
  - HNK Grude, Grude
  - HNK Sloga, Uskoplje
- 16 klubova iz Prve lige FBiH
  - NK Bratstvo, Gračanica
  - FK Budućnost, Banovići
  - FK Goražde, Goražde
  - NK GOŠK, Gabela
  - OFK Gradina, Srebrenik
  - NK Jedinstvo, Bihać
  - FK Mladost, Doboj-Kakanj
  - FK Radnički, Lukavac
  - FK Radnik, Hadžići
  - FK Rudar, Kakanj
  - BFK Simm Bau, Kosova
  - HNK Tomislav, Tomislavgrad
  - NK Stupčanica, Olovo
  - NK TOŠK, Tešanj
  - NK Travnik, Travnik
  - NK Zvijezda, Gradačac

## Sustav natjecanja
U završnici Kupa FBiH igraju se dva kola. U prvom kolu sudjeluje 16 klubova iz županijskih kupova tako da po dva predstavnika ima šest županijskih saveza koji imaju najviše registriranih klubova, dok ostala četiri županijska saveza imaju po jednog predstavnika. Ždrijeb prvog kola je poludirigiran vodeći računa o regionalnoj udaljenosti klubova i smanjenju troškova putovanja. U drugom kolu sudjeluje 8 pobjednika iz prvog kola i 16 klubova iz Prve lige FBiH.
U prvom i drugom kolu igra se jedna utakmica, a domaćin se odlučuje ždrijebom s tim da će klub nižeg ranga ima prednost domaćeg terena. Dvanaest pobjednika iz drugog kola ostvaruje plasman u Nogometni kup BiH za sezonu 2022./23.

## Kalendar natjecanja[1]
| Kolo    | Datumi                                      |
| ------- | ------------------------------------------- |
| 1. kolo | 8. rujna 2022. (ždrijeb) 14. rujna 2022.    |
| 2. kolo | 8. rujna 2022. (ždrijeb) 5. listopada 2022. |

## 1. kolo
Utakmice su igrane 14. rujna 2022.
| Domaćin                  | Gost                         | Rezultat    |
| ------------------------ | ---------------------------- | ----------- |
| NK Čelik Zenica (III)    | NK Napredak Matići (III)     | 1:0         |
| FK Borac Jelah (III)     | NK Dinamo Donja Mahala (III) | 4:2         |
| FK Rainci (IV)           | FK Baton Sarajevo (III)      | 0:0 (2:3 p) |
| FK Famos Hrasnica (III)  | FK Gornji Rahić (III)        | 1:0         |
| HNK Brotnjo Čitluk (III) | HNK Grude (III)              | 1:0         |
| FK Rudar Han Bila (III)  | HNK Rama (III)               | 4:3         |
| FK Fojnica (IV)          | NK Kolina Ustikolina (III)   | 0:8         |
| HNK Sloga Uskoplje (III) | NK Rudar Kamengrad (III)     | 2:1         |

## 2. kolo
Utakmice su igrane 5. listopada 2022.
| Domaćin                        | Gost                       | Rezultat    |
| ------------------------------ | -------------------------- | ----------- |
| NK Čelik Zenica (III)          | NK GOŠK Gabela (II)        | 4:2         |
| HNK Brotnjo Čitluk (III)       | OFK Gradina Srebrenik (II) | 0:2         |
| FK Rudar Han Bila (III)        | BFK Simm Bau (II)          | 1:0         |
| NK Kolina Ustikolina (III)     | FK Radnički Lukavac (II)   | 4:2         |
| HNK Sloga Uskoplje (III)       | NK Travnik (II)            | 2:0         |
| FK Borac Jelah (III)           | FK Rudar Kakanj (II)       | 3:4         |
| FK Famos Hrasnica (III)        | FK Radnik Hadžići (II)     | 1:1 (4:2 p) |
| FK Baton Sarajevo (III)        | NK Bratstvo Gračanica (II) | 1:0         |
| FK Mladost Doboj-Kakanj (II)   | FK Budućnost Banovići (II) | 0:2         |
| NK TOŠK Tešanj (II)            | FK Goražde (II)            | 2:0         |
| NK Zvijezda Gradačac (II)      | NK Stupčanica Olovo (II)   | 2:1         |
| HNK Tomislav Tomislavgrad (II) | NK Jedinstvo Bihać (II)    | 0:1         |